# Havazsi Ahmatavics Hacihav
Havazsi Ahmatavics Hacihav (belaruszul: Хаважы Ахматавіч Хацыгаў; oroszul: Хаважи Ахметович Хацыгов [Havazsi Ahmetovics Hacigov]; Groznij, Csecsenföld, Oroszországi SZSZSZK, 1977. április 17.) csecsen nemzetiségű születésű belarusz amatőr ökölvívó.
A mai Oroszország területén született, de mivel az orosz válogatottba nem sikerült bekerülnie (abban az időben az első számú orosz harmatsúlyú ökölvívó Raimkul Malahbekov volt), 1999-ben Fehéroroszországba költözött, és nemzetközi sikereit fehérorosz válogatottként érte el. A permi Európa-bajnokság döntőjében éppen az orosz Gennagyij Kovaljovot győzte le.

## Eredményei
- 2002-ben Európa-bajnok harmatsúlyban.
- 2004-ben az olimpián már a nyolc közé jutásért kikapott a thai Worapoj Petchkoomtól.
- 2007-ben a világbajnokságon már a selejtezők során vereséget szenvedett a kolumbiai Jonatan Romerótól.
- 2008-ban az olimpián már a selejtezők során kikapott a moldáv Veaceslav Gojantól.